# تیغن علیا
تیغن علیا، روستایی از توابع بخش میداود شهرستان باغ‌ملک در استان خوزستان ایران است.

## جمعیت
این روستا در دهستان میداود قرار دارد و براساس سرشماری مرکز آمار ایران در سال 1398، جمعیت آن 580نفر (۱۱۰خانوار) بوده‌است.